# 金永先
金 永先（キム・ヨンソン、김영선、1932年5月10日 - 2011年7月15日）は大韓民国の軍人、政治家。陸士7期。11、12、13代国会議員。朴正煕暗殺事件での裁判長を務めた。

## 人物
1932年、京畿道楊平郡楊平邑光山号東村に生まれる。本貫は光山金氏。
陸軍士官学校卒業後、陸士教官。朝鮮戦争では第1師団第12連隊中隊長で、汶山戦闘、無極里戦闘、永川戦闘に参加。第9歩兵師団30連隊1大隊長として人民解放軍第38軍（軍長：江擁輝）との激戦を繰り広げた（白馬高地の戦い）。
戦後は教育畑を経て第30機械化歩兵師団長、第6軍団副軍団長を歴任し、第9歩兵師団長としてベトナム戦争に従軍。陸軍三士官学校校長などを経て合同参謀本部長。朴正煕暗殺事件にて裁判長を務め、金載圭ら6名に死刑、金桂元大統領府秘書室長に終身刑判決を下した（のち釈放）。
1980年陸軍中将で除隊した後、中央情報部第2次長を務めた。また11月には全斗煥を総裁とする民主正義党を軍部出身者で立ち上げ、党の京畿道支部委員長に就任。翌年の11代総選挙、12代総選挙で京畿道の第8選挙区（南楊州 - 楊平）、13代総選挙で加平 - 楊平選挙区より当選。国防委員会委員長、金烏学院理事長、韓国・ケニア議員親善協会会長等をつとめた。
2011年7月15日、ソウル峨山病院にて死去。享年79。

## 年譜
- 1948年 - 陸軍士官学校7期（卒業）
- 1950年 - 第1師団第12連隊第2大隊第7中隊長（中尉）[5]
- 1952年 - 第30連隊1大隊長（少領）
- 1961年 - 漢陽大ROTC招待団長
- 1964年 - 国防大学校（朝鮮語版）卒業
- 1956年 - 陸軍大学教官
- 1965年 - 国防大学院教授
- 1968年 - 陸軍士官学校教授部長
- 1969年 - 1971第30機械化歩兵師団（朝鮮語版）長
- 1971年 - 第6軍団（朝鮮語版）副軍団長
- 1971 - 1974駐越白馬師団長
- 1974年 - 対スパイ対策本部次長
- 1975年 - 第2訓練所所長
- 1977年 - 陸軍三士官学校（朝鮮語版）校長
- 1979年 - 合同参謀本部長兼対スパイ対策本部長
- 1980年 - 予備役編入（陸軍中将）、中央情報部第2次長、民政党京畿道支部委員長
- 1981年 - 1988第11·12代国会議員（京畿道南楊州市·楊平郡、民政党）
- 1981年 - 国会国防委員会委員長、金烏学院理事長
- 1985年 - 民政党中央執行委員、韓国・ケニア議員親善協会会長
- 1985年 - 民政党中央委副議長
- 1988年 - 第13代国会議員（京畿道加平·楊平、民政党·民自党）
- 1990年 - 国会国防委員会委員長、民自党京畿加平·楊平地球党委員長（～1992年）
- 1991年 - ペマン特別対策委員会委員

## 著書
- 白馬高地の光栄/金永先回顧録（上巻）八福円出版、1997/03/01
- 歴史に締めくくって/金永先回顧録（下巻）八福円出版、1997/10/01

## 栄典
- 乙支武功勲章1972年
- 保国勲章統一章1980年
- レジオン・オブ・メリット1975年
- ブロンズスターメダル

## 親族
- 次男・賢洙（陸士37期・陸軍大佐、国軍体育部隊隊長）
- 長女・歓姫（児童文学・民話研究者、比較文学博士）[6]

## 登場作品
- 『第5共和国』（2005年、MBC） - 演：ユン・ガプス（朝鮮語版）